# Колонтаївська волость
Колонтаївська волость — історична адміністративно-територіальна одиниця Богодухівського повіту Харківської губернії з центром у слободі Колонтаїв.
Станом на 1885 рік складалася з 7 поселень, 4 сільських громад. Населення — 6964 особи (3575 чоловічої статі та 3389 — жіночої), 1296 дворових господарств.
|                     | Площа, десятин | У тому числі орної, дес. |
| ------------------- | -------------- | ------------------------ |
| Сільських громад    | 14066          | 12796                    |
| Приватної власності | 3183           | 1999                     |
| Іншої власності     | 1590           | 1016                     |
| Загалом             | 18839          | 15811                    |

Найбільші поселення волості станом на 1885:
- Колонтаїв — колишня державна слобода при річці Мерла за 50 верст від повітового міста, 4464 особи, 849 дворів, 3 православні церкви, школа, 2 постоялих двори, 6 лавок, базари.
- Любівка — колишня державна слобода при річці Мерла, 1376 осіб, 275 дворів, православна церква, лавка.
- Мар'їне — колишнє власницьке село при річці Мерла, 410 осіб, 83 двори, православна церква, лавка, сукновальний, цегельний і бурякоцукровий завод.